# Diego Castrillón
Diego Ernesto Castrillón Martínez (Montevideo, 8 gennaio 1975) è un ex cestista uruguaiano.

## Carriera
Con l'Uruguay ha disputato tre edizioni dei Campionati americani (1999, 2001, 2005).